# Viaducto de Goteik
El Viaducto de Goteik es un puente de ferrocarril en Nawnghkio, en la parte occidental en el estado de Shan, Birmania. El puente se encuentra entre las ciudades de Pyin U Lwin, la capital de verano de los antiguos administradores coloniales británicos de Birmania y Lashio, la principal ciudad del norte del estado de Shan. Es el puente más alto del país y cuando se terminó, el de ferrocarril más grande en su tipo en el mundo. El puente está situado a unos 100 km al nordeste de Mandalay.
El puente fue comenzado en 1899 y terminado en 1900.